# پرش سه‌گام
پرش سه‌گام یکی از رشته‌های ورزش دو و میدانی است که به پرش طول شباهت دارد، اما شرکت‌کنندگان، پرش خود را به‌جای یک گام با سه گام انجام می‌دهند. رکورد جهانیِ این رشته در بخش مردان ۱۸ متر و ۲۹ سانتی‌متر در اختیار جاناتان ادواردز انگلیسی است و رکورد بخش زنان هم با ۱۵ متر و ۵۰ سانتی‌متر به اینسا کراوتس اوکراینی تعلق دارد که هر دو رکورد در قهرمانی دو و میدانی جهان در سال ۱۹۹۵ در کپنهاگ به ثبت رسید. سابقهٔ این رشته به المپیک باستانی یونانیان می‌رسد و رکوردهایی به‌میزان بیش از ۱۵٫۲۴ متر در آن مسابقات به ثبت رسیده‌بود. این رشته از آغاز المپیک نوین در سال ۱۸۹۶، در تمام دوره‌های المپیک برگزار شده‌است. البته پرش سه‌گام زنان در المپیک ۱۹۹۶ آتلانتا به برنامهٔ مسابقات افزوده شد.

## محل فرود
ناحیهٔ فرود باید دارای حداقل ۹ متر طول و ۲٫۷۵ متر عرض باشد که به آن چالهٔ پرش سه‌گام و پرش طول می‌گویند. در داخل چاله باید ماسهٔ نرم مخلوط‌شده با خاک‌اره وجود داشته باشد و در هنگام پرش، مرطوب گردد تا هم به سلامت پرش‌کنندگان و هم به اندازه‌گیریِ دقیق کمک کند. سطح ماسه باید هم‌سطح تخته پرش باشد.

## تخته‌پرش
تخته‌پرش دارای ۱/۲۲ متر طول و ۲۰ سانتی‌متر عرض و ۱۰ سانتی‌متر ضخامت است. این تخته باید در مسیر دورخیز و در فاصلهٔ ۱۳ متری برای مردان و ۱۱ متری برای زنان در زمین و هم‌سطح با مسیر دورخیز از لبهٔ چالهٔ پرش کار گذاشته شود. تخته‌پرش باید به رنگ سفید رنگ‌آمیزی گردد. در جلوی تخته‌پرش، تخته‌ای دیگر که دارای طول ۱/۲۲ متر و عرض ۱۰ سانتی‌متر است به‌عنوان خطاسنج مورد استفاده قرار می‌گیرد که معمولاً روی آن با ماده‌ای به‌نام پلاستیسین پوشانده می‌شود و کوچک‌ترین برخورد با آن مشخص و خطا محسوب می‌گردد. البته تخته‌پرش را می‌توان برای رده‌های سنی پایین‌تر در فاصلهٔ ۹ تا ۱۰ متری محوطهٔ فرود کار گذاشت.

## مسیر دورخیز
حداقل طول دالان یا مسیر دورخیز ۴۰ متر و حداکثر آن ۴۵ متر است. عرض مسیر دورخیز در واقع به‌اندازهٔ عرض خطوط مسیر مسابقه، یعنی ۱/۲۲ متر است که به‌وسیلهٔ خطوطی به‌عرض ۵ سانتی‌متر به رنگ سفید مشخص شده‌اند.
هر پرش‌کننده می‌تواند از یک یا دو علامت موردتأیید کمیتهٔ برگزارکننده برای تعیین جاپا استفاده کند. اگر ورزشکار فاقد این علامت‌هاست می‌تواند از نوارچسب استفاده کند، ولی اجازهٔ استفاده از گچ برای علامت‌گذاری را ندارد.

## قوانین مربوط به مسابقات
1. پرش سه‌گام شامل لی‌لی، قدم و پرش می‌باشد که باید به‌همین ترتیب اجرا شوند و اگر غیر از این باشد (یعنی دو بار لی‌لی یا دو بار قدم و بعد پرش انجام شود) خطا است.
2. عمل لی‌لی باید طوری اجرا شود که با همان پائی که روی تختهٔ پرش گذاشته می‌شود فرود آید و در مرحلهٔ قدم، پرنده باید با پای دیگر فرود آید و نهایتاً عمل پرش اجرا شود.
3. ترتیب پرش ورزشکاران به قید قرعه تعیین می‌شود.

۴. اگر تعداد پرش‌کنندگان بیش از ۸ نفر باشد به هر نفر اجازهٔ سه پرش داده می‌شود و به ۸ نفری که نتایج بهتری به‌دست آورده‌اند اجازهٔ سه پرش دیگر داده می‌شود و بهترین نتیجه ۶ پرش به‌عنوان رکورد محاسبه می‌گردد. چنانچه تعداد پرش‌کنندگان ۸ نفر یا کمتر باشد، به هر نفر اجازهٔ ۶ پرش داده می‌شود که چون در این حالت مسابقات به‌صورت نهائی برگزار می‌شود رده‌بندی از روی بهترین نتایج هر شرکت‌کننده در خلال ۶ پرش تعیین می‌شود. در صورت تساوی بهترین رکورد بعدی و الی آخر برای تعیین رده‌بندی معتبر است. در مسابقاتی که دو مرحله‌ای هستند معمولاً مسافتی به‌عنوان حد نصاب ورودی در نظر گرفته می‌شود.
1. زمان مجاز برای تکمیل پرش یک دقیقه است.
2. قبل از شروع مسابقه معمولاً به هر شرکت‌کننده اجازهٔ دو پرش تمرینی داده می‌شود ولی بعد از شروع مسابقه، پرش‌کننده مجاز نیست که محوطهٔ اصلی مسابقه یعنی مسیر دورخیز و چالهٔ فرود، استفاده کند.
3. هر پرش باید بلافاصله به‌وسیلهٔ یک متر غیرقابل انعطاف یا دوربین اندازه‌گیری شود. مسافت پریده‌شده باید از نزدیک‌ترین قسمت برخورد ورزشکار با محل فرود تا منطقهٔ مجاز جهش (تخته پرش) و به‌طور عمود بر تخته پرش یا ادامهٔ آن اندازه‌گیری شود.
4. تماس هر قسمت از بدن با زمین پشت خط جهش در خلال دویدن یا اجراء عمل پرش خطا محسوب می‌شود.
5. جهش از منطقه‌ای خارج از پیش تخته یا تختهٔ پرش (از هر دو انتها) خطا محسوب می‌شود.
6. در هنگام فرود چنانچه هر قسمت از بدن با خارج از محوطهٔ پرش تماس حاصل نماید خطا محسوب می‌شود.
7. بعد از تکمیل‌شدن پرش اگر پرش‌کننده از داخل چالهٔ فرود به عقب قدم بردارد خطا محسوب می‌شود.
8. اجراء حرکت پشتک در خلال دویدن در مسیر دورخیز یا در حین اجراء پرش مجاز نیست و خطا محسوب می‌گردد.

فیلیپس ایدووو در المپیک ۲۰۰۸ پکن